# روری فلک برن
روری فلک برن (انگلیسی: Rory Fleck Byrne؛ زادهٔ ۱۹۸۷ میلادی) بازیگر و آهنگساز اهل ایرلند است.
از فیلم‌ها یا مجموعه‌های تلویزیونی که وی در آن‌ها نقش داشته‌است، می‌توان به بیگانه، آکادمی خون‌آشام‌ها و ویتا و ویرجینیا اشاره نمود.